# Вильяр-де-ла-Энсина
Вильяр-де-ла-Энсина (исп. Villar de la Encina) — муниципалитет в Испании, входит в провинцию Куэнка, в составе автономного сообщества Кастилия — Ла-Манча. Мэром Вильяр-де-ла-Энсина с 1991 года является Сантьяго Вьеко Мартинес.

## История
Первое поселение на территории Вильяр-де-ла-Энсина появилось в бронзовом веке (1500 годы до н. э.), что подтверждается найденной керамикой этого периода. Расположение города на холме является возможным признаком поселения оборонительного характера. В доримский период эту местность населяли кельтиберы, основной деятельностью которых была скотоводство и сельсое хозяйство. В конце III века до н. э. кольтиберы были покорены римлянами, однако в данном регионе их сопротивление продолжалось до походов римского консула Тиберия Семпрония Гракха в 179 году до н. э. Во время последовавшей романизации в данной местности были проложены дороги, началось развитие сельского хозяйства и добыча полезных ископаемых. С начала V века на территории Вильяр-де-ла-Энсина стали селиться вестготы, от которых сохранились остатки построек и некрополь. С VIII по XII век источники о поселении на месте Вильяр-де-ла-Энсина крайне скудны. 
Около 1180 года Альфонсо VIII начал серию военных кампаний, завершившихся завоеванием верхней части долины Занкара. Часть этих земель, чтобы облегчить их защиту, он отдал знати, в результате чего была образована сеньория де Аро, в зависимость которой попал Вильяр-де-ла-Энсина. В то же время возникло нынешнее название города: villar — поселение, деревня, encina — каменный дуб. В XIII веке сеньория де Аро вместе с Вильяр-де-ла-Энсина принадлежала военному Ордену Сантьяго. Во второй половине XV века город пострадал во время войны за кастильское наследство.

## Экономика
Рельеф местности холмистый с небольшим количеством водных ресурсов. 90 % экономики муниципалитета формируется за счёт сельского хозяйства и животноводства. Основные выращиваемые культуры: зерновые (ячмень, пшеница, овес и рожь), масличные культуры (подсолнечник) и чеснок. На долю ячменя приходится 85 % от общего производства зерновых, так как он лучше всего адаптируется к местным климату и почве. Животноводство представлено овцеводством, которое производит шерсть, молоко (из которого изготавливают сыр манчего) и мясо.

## Социальная сфера
Городская ратуша была построена в 1940-е годы в неоклассическом стиле. Ей фасад увенчан часами, обрамленными треугольным фронтоном с эррерианским декором. В городе располагается Многофункциональный культурный центр, в котором проводятся театральные представления, коллоквиумы, выставки, мастер-классы и народные гулянья. В Социальном центре Вильяр-де-ла-Энсины располагается ряд городских организаций: Женская ассоциация, Ассоциация пенсионеров, Молодёжная культурная ассоциация «La Espadaña», Оркестр горнов и барабанов и муниципальная библиотека. Также в городе имеется крытый спортивный комплекс, два парка и арена для корриды.
Церковь Богоматери Лос-Ремедиос в Вильяр-де-ла-Энсина построена в XV веке, и представляет собой однонефное здание с двумя боковыми часовнями и четырёхпролётной колокольней. Верхняя часть колокольни представляет собой треугольный фронтон со сферическими вершинами в эррерианском стиле. Стиль постройки типичен для эпохи Возрождения.

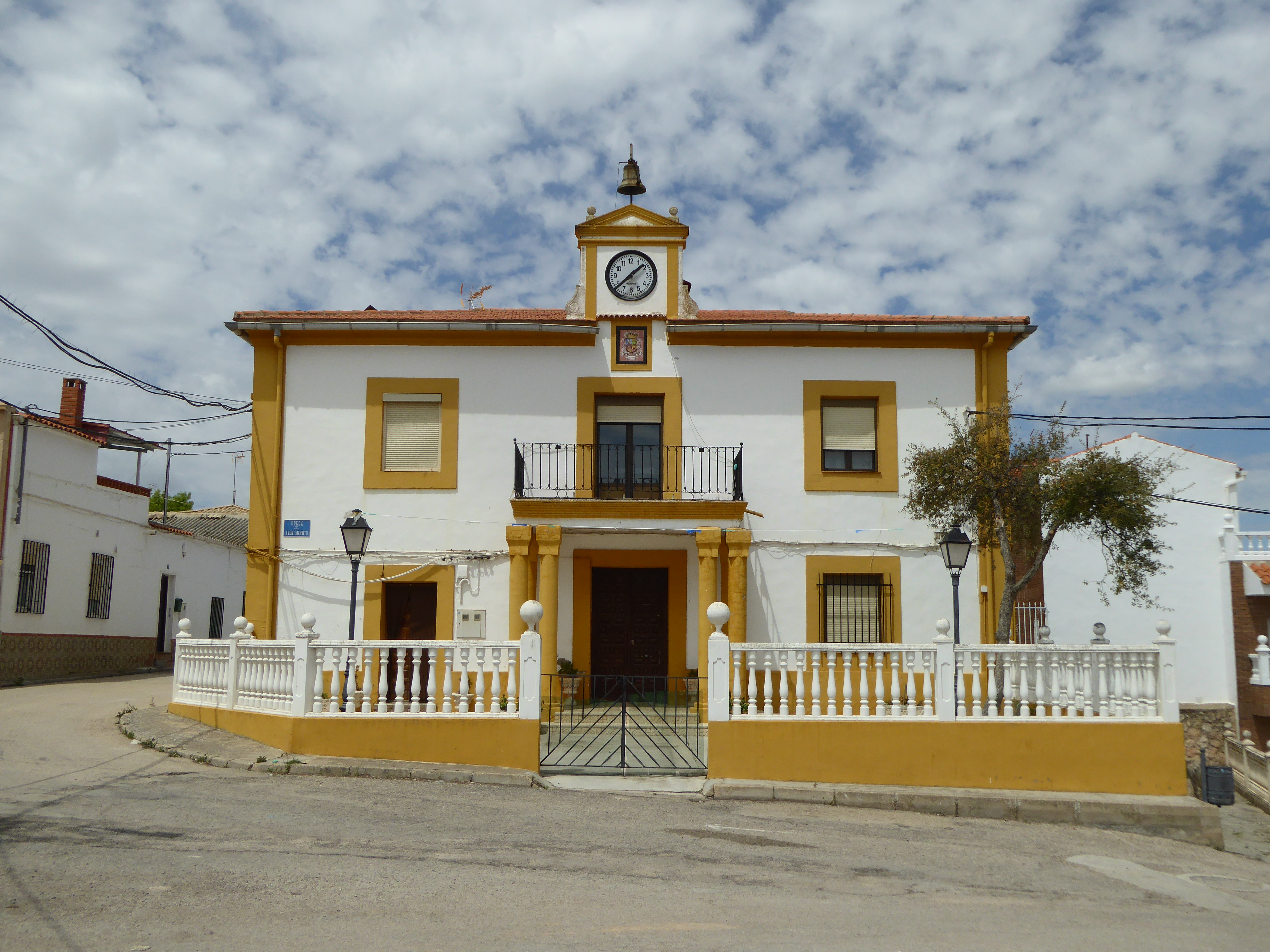
Ратуша
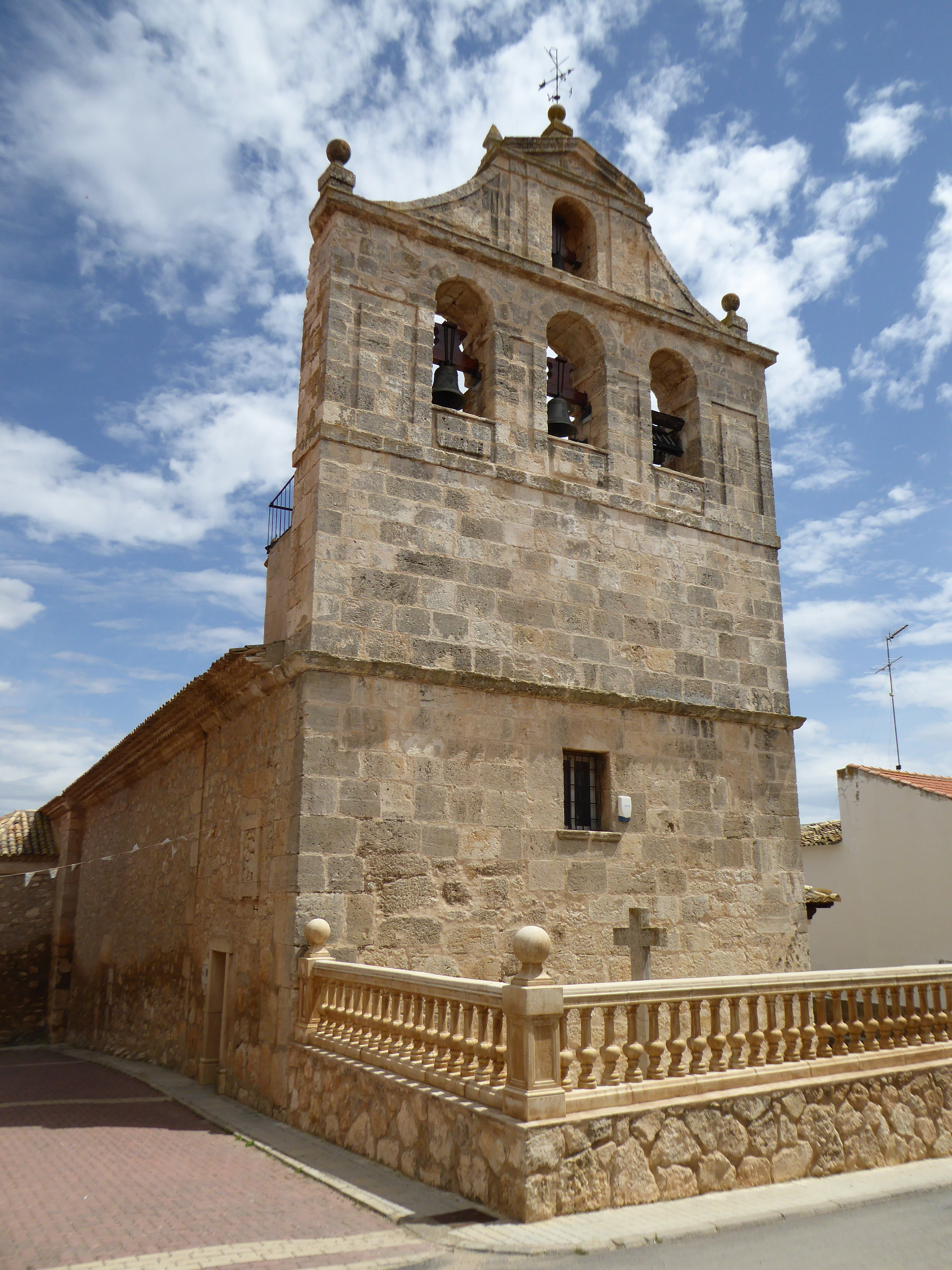
Церковь
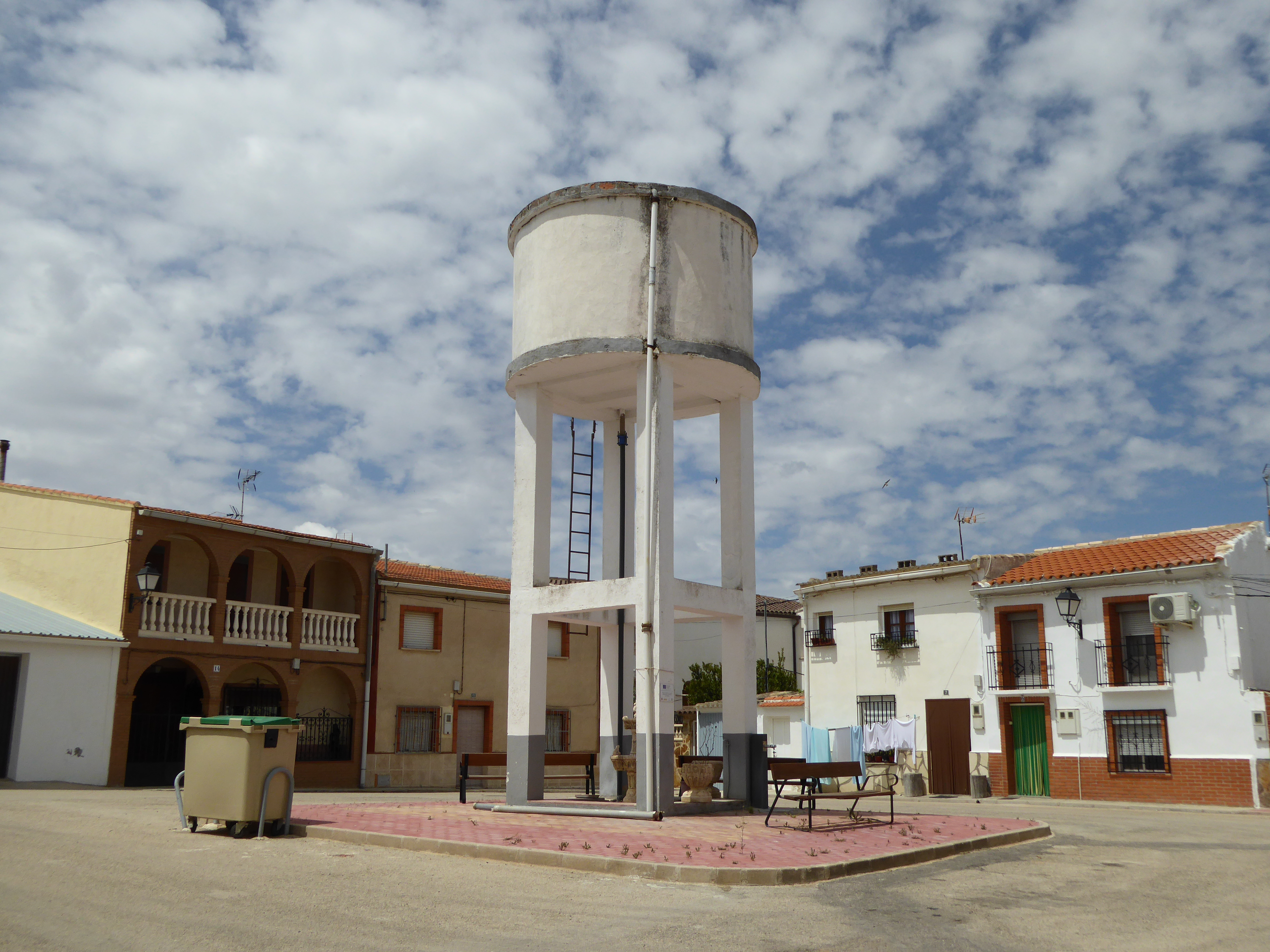
Водонапорная башня

## Население
| Год  | Численность | Численность   |
| ---- | ----------- | ------------- |
| 2001 | 231         | [ 8 ]         |
| 2002 | 219         | [ 9 ]         |
| 2003 | 223         | [ 10 ]        |
| 2004 | 220         | [ 11 ]        |
| 2005 | 213         | [ 12 ]        |
| 2006 | 192         | [ 13 ]        |
| 2007 | 196         | [ 14 ]        |
| 2008 | 186         | [ 15 ]        |
| 2009 | 179         | [ 16 ]        |
| 2010 | 171         | [ 17 ]        |
| 2011 | 187         | [ 18 ]        |
| 2012 | 173         | [ 19 ]        |
| 2013 | 166         | [ 20 ]        |
| 2014 | 156         | [ 21 ]        |
| 2015 | 164         | [ 22 ]        |
| 2016 | 164         | [ 23 ]        |
| 2017 | 169         | [ 24 ]        |
| 2018 | 165         | [ 25 ] [ 26 ] |
| 2019 | 154         | [ 27 ]        |
| 2020 | 148         | [ 28 ]        |
| 2021 | 147         | [ 29 ]        |
| 2022 | 161         | [ 30 ]        |
| 2023 | 154         | [ 31 ]        |
| 2024 | 149         | [ 2 ]         |